# 泗州城 (剧目)
《泗州城》是中国戏曲传统神怪戏剧目，讲述水母娘娘欲逼迫凡人与自己成亲，不惜水淹泗州城，又跟前来相救的天兵天将争斗，最后被化作路边卖面条老妇人的观音降服。秦腔、京剧均演此剧，为武旦应工戏。豫剧演《张文忠取水》，剧情略有变化。1949年后，剧情有大幅度修改，将水母塑造为正面角色，多改称《虹桥赠珠》。

## 源流

### 源头
唐朝时，出现了大禹降服并束缚淮涡水神无支祁，从而平息淮河水患的故事。南宋时期，该故事逐渐演变为泗州大圣降服水母的传说。元朝，出现了小说《大圣降水母》，以及高文秀创作的杂剧《泗州大圣锁水母》（又名《木叉行者锁水母》）。明初须子寿也有杂剧《泗州大圣渰水母》。

### 《泗州城》
故事后来演变为神怪戏《泗州城》。剧情讲述泗州虹桥水怪修炼成精，自称水母娘娘，将泗州州官之子时延芳抓回水府，想要与其成亲。延芳假装答应，将水母灌醉，偷得避水明珠后逃走。水母醒来后，水淹泗州，讨要宝珠和人。观音前来相救，派孙悟空等天兵天将与水母争斗，都不能将其降服。观音于是化作路边的老妇人。水母战后饥饿难耐，向老妇人买面条吃，不料下肚后变成锁链，将内脏拴住，只好束手就擒。秦腔、汉调桄桄、蒲州梆子、京剧均有此传统戏，为武旦应工戏。

### 《虹桥赠珠》
1950年代，著名京剧武旦张美娟演出《泗州城》，得到周恩来肯定。但周恩来又指出，戏中孙悟空的戏份是镇压水母，与一贯反抗强权、争取自由的形象不符。张美娟于是对剧本进行大幅度改动，变为：凌波仙子与白永相爱，仙子将宝珠赠予白永。二郎神率天兵天将前来，欲拆散二人。凌波仙子率水族反抗。白永以宝珠助阵，击败二郎神。一般多称新版本为《虹桥赠珠》，旧版本为《泗州城》。

### 《混天珠》
越剧最初在1936年由筱丹桂移植演出《泗州城》，又名《混天珠》。1950年代，亦作大幅度修改，也称《虹桥赠珠》。讲述水母修炼混天珠，可在夜晚迷雾为江上船只导航。水母巧遇太守之子时延芳，一见钟情，赠珠订下终身。叶天师设计骗走宝珠，陷害延芳，怂恿李天王派二郎神等来战水母。水母夺回宝珠，救出延芳，并再次赠珠。李天王派雷公电母将水母镇压在礁石下。延芳日日手持宝珠在礁石前等候，有一天决定人珠一同撞在礁石上赴死。不料混天珠显出神通，砸碎礁石，救出水母，二人团圆。和剧、瓯剧俱演该戏，称《混天珠》。

### 《张文忠取水》
豫剧版本又名《水淹泗州》、《张文忠取水》。讲述晋朝驸马张文忠与胡明奉旨去南海求雨。水母三娘将张文忠骗至水底，用降雨作为要挟，要与之成亲。胡明独自回朝，诬告张文忠投降水王。晋王大怒，判公主死刑，幸好被忠臣救出。公主生下一子，由南海大士抚养长大，成人后去找水母救父，不胜。南海大士化身送饭老妇人，水母吃下面条后被铁链锁住。张文忠全家团圆。山东梆子也演《张文忠取水》。